# Wolfgang (banda)

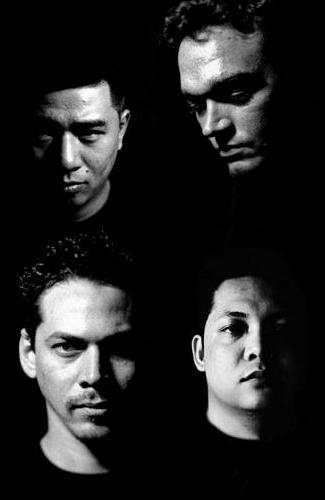
Wolfgang, de derecha a izquierda y de arriba abajo: Mon Legaspi, Basti Artadi, Manuel Legarda, Francis Aquino

Wolfgang es una banda de Filipinas de estilo heavy metal, hard rock y grunge. La banda se formó alrededor de 1992 en Manila. Wolfgang se destacó por ser la única banda de rock filipino en promocionar sus discos en Japón y los Estados Unidos y obtuvo un disco de platino por ventas en su país de origen. El cuarteto se separó en 2002 para reunirse cinco años más tarde en 2007.

## Miembros
- Basti Artadi (voz)
- Mon Legaspi ( bass )
- Manuel Legarda (guitarras)
- Francisco Aquino (tambores)

### Antiguos miembros
- Leslie "Wolf" Gemora (tambores)

## Discografía
- Wolfgang - 1995
- Semenelin - 1996
- Servir En Silencio - De marzo de 1999
- Acoustica - 2000
- Negro mantra - De agosto de 2001
- Villanos - De diciembre de 2008